# به خانه برو، ایرنا!
به خانه برو، ایرنا! (به لهستانی: Irena do domu!) یک فیلم کمدی لهستانی به کارگردانی یان فتکه است که در سال ۱۹۵۵ منتشر شد.

## گزیدهٔ بازیگران
- لیدیا ویسوتسکا
- آدولف دیمشا
- هلنا بوچینسکا
- لودویک سمپولینسکی
- هانکا بیه‌لیتسکا
- ماریا کوتربسکا
- ایرنا اسکویرچینسکا
- ایگناتسی ماخوفسکی
- تادئوش اشمیت
- یوزف پیراتسکی
- ماریا کوتربسکا
- ووجیمیش اسکوچیلاس
- استفان ویتاس
- زوفیا پرچینسکا